# BGYO
BGYO (раніше Star Hunt Academy Boys або SHA Boys) — філіппінський бойз-бенд, утворений у 2018 році через Star Hunt Academy (SHA) від ABS-CBN. До складу гурту входять п'ять учасників: Акіра, Гело, Джей Ел, Міккі та Нейт.